# Erebia goya
Erebia goya är en fjärilsart som beskrevs av Hans Fruhstorfer 1909. Erebia goya ingår i släktet Erebia och familjen praktfjärilar. Inga underarter finns listade i Catalogue of Life.